# Satu Salonen
Satu Maarit Anneli Salonen (ur. 27 lutego 1973 w Vahto) – fińska biegaczka narciarska, brązowa medalistka mistrzostw świata.

## Kariera
Jej olimpijskim debiutem były igrzyska w Nagano w 1998 roku. W swoim najlepszym indywidualnym starcie, w biegu pościgowym 5+10 km zajęła 16. miejsce. Ponadto wraz z koleżankami z reprezentacji zajęła siódme miejsce w sztafecie 4x5 km. Cztery lata później, podczas igrzysk olimpijskich w Salt Lake City jej najlepszym wynikiem było siódme miejsce w biegu na 10 km techniką klasyczną. Finki z Salonen w składzie ponownie zajęły siódme miejsce w sztafecie.
W 1997 roku wystartowała na mistrzostwach świata w Trondheim. Osiągnęła tam swój największy sukces wspólnie z Riikką Sirviö, Kati Pulkkinen i Tuulikki Pyykkönen zdobywając brązowy medal w sztafecie 4x5 km. Jej najlepszym wynikiem indywidualnym tych mistrzostw było 12. miejsce w biegu na 5 km stylem klasycznym. Startowała także na mistrzostwach świata w Ramsau w 1999 roku zajmując 18. miejsce w biegu na 5 km oraz 14. miejsce na dystansie 30 km techniką klasyczną. Na kolejnych mistrzostwach świata już nie startowała.
Najlepsze wyniki w Pucharze Świata osiągnęła w sezonie 1998/1999, kiedy to zajęła 22. miejsce w klasyfikacji generalnej. Nigdy nie stawała na podium indywidualnych zawodów Pucharu Świata. W 2005 roku zakończyła karierę.

## Osiągnięcia

### Igrzyska olimpijskie
| Miejsce | Dzień     | Rok  | Miejscowość    | Konkurencja             | Czas biegu | Strata  | Zwyciężczyni      |
| ------- | --------- | ---- | -------------- | ----------------------- | ---------- | ------- | ----------------- |
| 18.     | 8 lutego  | 1998 | Nagano         | 15 km stylem klasycznym | 46:55,4    | +2:32,2 | Manuela Di Centa  |
| 18.     | 10 lutego | 1998 | Nagano         | 5 km stylem klasycznym  | 17:37,9    | +1:05,5 | Łarisa Łazutina   |
| 16.     | 12 lutego | 1998 | Nagano         | 5+10 km pościgowy       | 46:06,9    | +2:02,1 | Łarisa Łazutina   |
| 7.      | 16 lutego | 1998 | Nagano         | Sztafeta 4 × 5 km       | 55:13,5    | +2:20,8 | Rosja             |
| 7.      | 12 lutego | 2002 | Salt Lake City | 10 km stylem klasycznym | 28:05,6    | +56,7   | Bente Skari       |
| 36.     | 15 lutego | 2002 | Salt Lake City | 10 km łączony           | 25:09,9    | +1:22,6 | Beckie Scott      |
| 7.      | 21 lutego | 2002 | Salt Lake City | Sztafeta 4 × 5 km       | 49:30,6    | +1:14,9 | Niemcy            |
| DNF     | 24 lutego | 2002 | Salt Lake City | 30 km stylem klasycznym | 1:30:57,1  | -       | Gabriella Paruzzi |

### Mistrzostwa świata
| Miejsce | Dzień     | Rok  | Miejscowość | Konkurencja             | Czas biegu | Strata  | Zwyciężczyni                   |
| ------- | --------- | ---- | ----------- | ----------------------- | ---------- | ------- | ------------------------------ |
| 26.     | 21 lutego | 1997 | Trondheim   | 15 km stylem dowolnym   | 36:28,2    | +3:17,0 | Jelena Välbe                   |
| 12.     | 23 lutego | 1997 | Trondheim   | 5 km stylem klasycznym  | 13:32,7    | +24,7   | Jelena Välbe                   |
| 19.     | 24 lutego | 1997 | Trondheim   | 5+10 km pościgowy       | 39:13,5    | +2:05,2 | Stefania Belmondo Jelena Välbe |
| 3.      | 27 lutego | 1997 | Trondheim   | Sztafeta 4 × 5 km       | 56:40.2    | +58.2   | Rosja                          |
| 22.     | 23 lutego | 1997 | Trondheim   | 30 km stylem klasycznym | 13:32,7    | +6:28,8 | Jelena Välbe                   |
| 18.     | 22 lutego | 1999 | Ramsau      | 5 km stylem klasycznym  | 12:49,8    | +1:07,9 | Bente Skari                    |
| 14.     | 27 lutego | 1999 | Ramsau      | 30 km stylem klasycznym | 1:29:19,9  | +5:19,5 | Łarisa Łazutina                |

### Puchar Świata

#### Miejsca w klasyfikacji generalnej
- sezon 1996/1997: 31.
- sezon 1997/1998: 39.
- sezon 1998/1999: 22.
- sezon 1999/2000: 52.
- sezon 2000/2001: 45.
- sezon 2001/2002: 30.
- sezon 2003/2004: 29.
- sezon 2004/2005: 76.

#### Miejsca na podium
Salonen nigdy nie stawała na podium indywidualnych zawodów Pucharu Świata.